# Ороско, Йоандри
Йоа́ндри Хосе́ Оро́ско Кухи́я (исп. Yohandry José Orozco Cujía; 19 марта 1991, Маракайбо, Венесуэла) — венесуэльский футболист, атакующий полузащитник клуба «Селангор». Выступал за национальную сборную Венесуэлы.

## Клубная карьера
В профессиональном футболе Ороско дебютировал в 2007 году в составе «Унион Атлетико Маракайбо» в матче против «Депортиво Ансоатеги», в возрасте 16 лет. В 2009 году подписал контракт с клубом «Сулия». Здесь он постоянно попадал в основной состав, а в сезоне 2010/11 стал ключевым игроком команды, забив 8 мячей только в первой половине чемпионата Венесуэлы.
28 января 2011 было объявлено, что Йоандри Ороско собирается подписать четырёхлетний контракт с немецким «Вольфсбургом». Сделка была окончательно завершена 31 января 2011, а Ороско стал третьим игроком из Венесуэлы в истории Бундеслиги (после Хуана Аранго и Томаса Ринкона). Лишь после девяти месяцев в немецкой команде Ороско удалось дебютировать — он вышел на замену на 54-й минуте матча против «Нюрнберга». Йоандри крайне редко попадал в основной состав команды, проведя в итоге за немецкий клуб лишь 7 матчей.
После неудачной попытки игры в Европе Ороско вернулся на родину, где в июне 2013 года подписал трехлетний контракт с «Депортиво Тачира». В составе «Депортиво» Йоандри дебютировал 11 августа 2013 года.
В июне 2015 года Ороско был близок к подписанию контракта с клубом чемпионата Саудовской Аравии «Аль-Иттихад», но не смог зарегистрироваться по квоте иностранного игрока и вернулся в Венесуэлу, где временно тренировался поддерживая форму в клубе «Сулия».
29 января 2016 года Ороско подписал контракт с клубом Североамериканской футбольной лиги «Нью-Йорк Космос».
В начале 2017 года Ороско вернулся в Венесуэлу, в свой прежний клуб «Сулия».
С 2018 года играл за колумбийскую «Толиму».

## Международная карьера
Вместе со сборной Венесуэлы до 20 лет принимал участие в молодёжном чемпионате мира 2009. Также участвовал в молодёжном чемпионате Южной Америки 2011, на котором 24 января 2011 года забил запоминающийся гол в ворота сборной Перу до 20 исключительно благодаря своему индивидуальному мастерству.
В основной сборной Венесуэлы дебютировал 3 марта 2010 года, в 18 лет, в товарищеском матче против сборной Панамы. В июле 2011 года Ороско был в составе сборной на Кубке Америки 2011, где венесуэльцы заняли 4-е место.
| Матчи и голы Йоандри Ороско за сборную Венесуэлы: | Матчи и голы Йоандри Ороско за сборную Венесуэлы: | Матчи и голы Йоандри Ороско за сборную Венесуэлы: | Матчи и голы Йоандри Ороско за сборную Венесуэлы: | Матчи и голы Йоандри Ороско за сборную Венесуэлы: | Матчи и голы Йоандри Ороско за сборную Венесуэлы: | Матчи и голы Йоандри Ороско за сборную Венесуэлы: |
| №                                                 | Дата                                              | Соперник                                          | Счёт                                              | Соревнование                                      | Голы                                              |                                                   |
| ------------------------------------------------- | ------------------------------------------------- | ------------------------------------------------- | ------------------------------------------------- | ------------------------------------------------- | ------------------------------------------------- | ------------------------------------------------- |
| 2010                                              |                                                   |                                                   |                                                   |                                                   |                                                   |                                                   |
| 1                                                 | 3 марта                                           | Панама                                            | 1-2                                               | Товарищеский матч                                 |                                                   |                                                   |
| 2                                                 | 6 марта                                           | Северная Корея                                    | 2-1                                               | Товарищеский матч                                 |                                                   |                                                   |
| 3                                                 | 31 марта                                          | Чили                                              | 0-0                                               | Товарищеский матч                                 |                                                   |                                                   |
| 4                                                 | 21 апреля                                         | Гондурас                                          | 1-0                                               | Товарищеский матч                                 |                                                   |                                                   |
| 5                                                 | 19 мая                                            | Аруба                                             | 3-0                                               | Товарищеский матч                                 |                                                   |                                                   |
| 6                                                 | 29 мая                                            | Канада                                            | 1-1                                               | Товарищеский матч                                 |                                                   |                                                   |
| 7                                                 | 7 ноября                                          | Панама                                            | 1-3                                               | Товарищеский матч                                 |                                                   |                                                   |
| 2011                                              |                                                   |                                                   |                                                   |                                                   |                                                   |                                                   |
| 8                                                 | 25 марта                                          | Ямайка                                            | 2-0                                               | Товарищеский матч                                 |                                                   |                                                   |
| 9                                                 | 29 марта                                          | Мексика                                           | 1-1                                               | Товарищеский матч                                 |                                                   |                                                   |
| 10                                                | 1 июня                                            | Гватемала                                         | 2-0                                               | Товарищеский матч                                 |                                                   |                                                   |
| 11                                                | 7 июня                                            | Испания                                           | 0-3                                               | Товарищеский матч                                 |                                                   |                                                   |
| 12                                                | 13 июля                                           | Парагвай                                          | 3-3                                               | Кубок Америки 2011, группа B                      |                                                   |                                                   |
| 13                                                | 23 июля                                           | Перу                                              | 1-4                                               | Кубок Америки 2011, матч за 3-е место             |                                                   |                                                   |
| 14                                                | 2 сентября                                        | Аргентина                                         | 0-1                                               | Товарищеский матч                                 |                                                   |                                                   |
| 15                                                | 6 сентября                                        | Гвинея                                            | 2-1                                               | Товарищеский матч                                 |                                                   |                                                   |
| 2012                                              |                                                   |                                                   |                                                   |                                                   |                                                   |                                                   |
| 16                                                | 24 мая                                            | Молдавия                                          | 4-0                                               | Товарищеский матч                                 |                                                   |                                                   |
| 17                                                | 2 июня                                            | Уругвай                                           | 1-1                                               | Чемпионат Мира 2014, квалификация                 |                                                   |                                                   |
| 18                                                | 9 июня                                            | Чили                                              | 0-2                                               | Чемпионат Мира 2014, квалификация                 |                                                   |                                                   |
| 19                                                | 15 августа                                        | Япония                                            | 1-1                                               | Товарищеский матч                                 |                                                   |                                                   |
| 2013                                              |                                                   |                                                   |                                                   |                                                   |                                                   |                                                   |
| 20                                                | 14 августа                                        | Боливия                                           | 2-2                                               | Товарищеский матч                                 | 1 (1)                                             |                                                   |
| 21                                                | 6 сентября                                        | Чили                                              | 0-3                                               | Чемпионат Мира 2014, квалификация                 |                                                   |                                                   |
| 22                                                | 10 сентября                                       | Перу                                              | 3-2                                               | Чемпионат Мира 2014, квалификация                 |                                                   |                                                   |
| 23                                                | 11 октября                                        | Парагвай                                          | 1-1                                               | Чемпионат Мира 2014, квалификация                 |                                                   |                                                   |
| 2014                                              |                                                   |                                                   |                                                   |                                                   |                                                   |                                                   |
| 24                                                | 5 марта                                           | Гондурас                                          | 1-2                                               | Товарищеский матч                                 |                                                   |                                                   |
| 25                                                | 18 ноября                                         | Боливия                                           | 2-3                                               | Товарищеский матч                                 |                                                   |                                                   |

Итого: 25 матчей/1 гол; 8 побед, 8 ничьих, 9 поражений. (Результаты (голы) сборной Венесуэлы указаны первыми.)
(откорректировано по состоянию на 19 ноября 2014 года)